# شیمادزو
شیمادزو (انگلیسی: Shimadzu) شرکت ابزار دقیق ژاپنی است، که در سال ۱۸۷۵ تأسیس شد.